# Ferdinand Keller (calciatore)
Ferdinand Keller (Monaco di Baviera, 30 luglio 1946 – Steinebach, 11 dicembre 2023) è stato un calciatore tedesco, di ruolo attaccante.

## Palmarès

### Club
- Coppa Piano Karl Rappan: 1

Hannover 96: 1972
- Coppa delle Coppe: 1

Amburgo: 1976-1977

### Individuale
- Capocannoniere della Coppa delle Coppe: 1

1977-1978 (6 gol ex aequo con Ab Gritter e François Van der Elst)